# Libra haitiana del norte
La libra haitiana fue la unidad monetaria del nórdico Estado de Haití desde 1807 hasta 1820. Se comenzó a acuñar ya que se secesionó de la República de Haití (1806-1820) y se quedó con la ceca de Cabo Haitiano que había llegado a contramarcar para escalines coloniales hasta 1794 y desde 1800 a resellar y acuñar escalines haitianos para toda la isla de Santo Domingo desde 1801 hasta 1802, luego para el occidente isleño durante el Primer Imperio de Haití desde 1804 y posteriormente cuando este cayó y se dividió en dos en 1806, seguiría circulando en el norte (Estado de Haití) hasta 1809, a la par de esta nueva moneda, y en el sur haitiano (República de Haití) hasta 1813, cuando se comenzaría a acuñar el Gourde.

## Historia
La libra francesa, junto a los reales de a ocho coloniales españoles, fue puesta en vigencia tras la colonización por bucaneros en la isla de la Tortuga desde 1640 hasta 1654 y nuevamente desde 1665, y en la parte occidental de la isla La Española desde 1670 hasta 1717, año en que empezó a circular la libra de las Colonias Francesas americanas.
Por edicto francés del 13 de julio de 1781, comenzó a usarse los resellos con ceca en Cabo Francés sobre monedas extranjeras que ya estaban circulando debido a la escasez numeraria, y así surgió el escalín de Saint-Domingue que equivalía a un real español y poseía paridad cambiaria con la libra francesa que estaba subdividida en 20 sueldos (sous), y cada sueldo constaba de 12 dineros (deniers) y por tanto, la libra valía 240 dineros.
Con la revolución haitiana y luego de la Guerra de los Cuchillos, el victorioso exesclavo Toussaint Louverture ocupó la parte occidental en 1800 y formó en 1801 con toda la isla La Española hasta 1802 un Estado autónomo rebelde dentro de la República Francesa, por lo que volvieron a contramarcarse con la misma ceca el escalín haitiano y además acuñaron monedas en 1802.
Pero en este último año los franceses reocuparon la colonia rebelde y resellaron nuevas monedas coloniales del escalín de Saint-Domingue y circularon en la parte occidental hasta 1804 cuando se independizó como Haití (en la parte oriental se siguieron resellando monedas francesas hasta 1809), por lo que en el nuevo país se contramarcaron monedas otra vez con la misma ceca de Cabo Francés para el escalín haitiano desde 1804 hasta 1809, pero a partir de 1807 solo circuló en el sur de Haití hasta 1813. Entonces el norte había acuñado su propia moneda de la libra haitiana que se usó a la par desde 1807 hasta 1809, pero la nueva circularía hasta 1820.
La libra haitiana fue sustituida en 1820 por el Gourde haitiano del sur que estaba dividido en 100 céntimos (centimes, en francés), y la paridad se estableció a una tasa de 1 gourde = 8 libras francesas con 5 sueldos (u 11 escalines haitianos o 165 sueldos, sols o sous). A partir de 1822 circularía en toda la isla por la ocupación haitiana de Santo Domingo hasta 1844, año de la independencia de la República Dominicana.

## Monedas
Las monedas de la libra haitiana del norteño Estado de Haití se acuñaron desde 1807 hasta 1809 pero circularon hasta 1820. El sol o sou contramarcado del escalín haitiano siguió acuñándose hasta 1809 por lo que se usaron a la par. En la lista subsiguiente se detallan cada una:
- 1 sol de bronce de 1807 a 1809 (sin fecha estampada, similar al del escalín haitiano, 1804-1806) de contramarca con monograma L.C. (Le Cap) dentro de un rectángulo en anverso de fichas bancarias o tokens de 1⁄2 penique inglés de 1792.[1]

- 7 sols o sous con 6 deniers (7 1⁄2 sous o 1⁄2 libra haitiana norteña) de plata con años 1807-1809 con diámetro de 20 mm, en el anverso con un escudo laureado con monograma de letras mayúsculas cursivas superpuestas: HC (presidente Henri Christophe, autoproclamado rey Enrique I de Haití de 1811 a 1820), orlado con la inscripción latina en mayúsculas: LIBERTAS. RELIGIO. MORES (Libertades religiosas, costumbres) y en el reverso con una mujer de pie portando en la mano derecha un palo largo que en la punta lleva un gorro frigio y con la izquierda un hacha de faces, y a cada lado de la mujer con el valor: 7 y 6, orlado con la inscripción francesa en mayúsculas: MONNOIE D'HAYTI (Moneda de Haití).[1]

- 15 sols de plata con los años 1807-1809 y con las mismas figuras de anverso y reverso que en el anterior pero con la inscripción latina en mayúsculas: LIBERTAS. RELIGIO. & MORES (Libertades religiosas y costumbres) con mayor diámetro (22 mm) y el valor correspondiente: 15 y SOL.[6]

- 30 sols (1 1⁄2 libra haitiana norteña) de plata con el año 1807 y con las mismas figuras de anverso y reverso que en los anteriores pero con mayor diámetro (26 mm) y el valor correspondiente: 30 y SOLS. Actualmente solo hay un ejemplar conocido.[6]